# See the sky about to rain
See the sky about to rain is een lied dat werd geschreven door Neil Young. Hij voerde het op 30 november 1970 voor het eerst op in Cellar Door, Washington D.C. Hier gaf hij toen een optreden dat 6 uur duurde. Enkele maanden eerder, in juli, waren Crosby, Stills, Nash & Young zonder veel ruchtbaarheid uit elkaar gegaan.

## Releases, The Byrds als eerste
Hij bracht het nog niet meteen uit. Hierdoor kwam het dat niet hijzelf, maar The Byrds het nummer voor het eerst op een plaat zetten, namelijk op hun elpee Birds (1973). Op dat album stond nog een cover van Young, namelijk Cowgirl in the sand. Verder stond For free erop van Joni Mitchell, een goede vriendin van Young die ook uit Canada afkomstig is.
Young bracht het nummer zelf pas voor het eerst uit in 1974. In dat jaar verscheen het op zijn elpee On the beach. In Frankrijk kwam het op een single te staan, met op de B-kant Vampire blues.

## Tekst en muziek
De melodie en de tekst volgen het thema van milieuverontreiniging dat hij met After the gold rush (1970) had ingezet. Avant la lettre beschrijft hij zure regens als gevolg van de uitstoot van verbrandingsgassen: See the sky about to rain, broken clouds and rain, locomotive pull the train.
Door het gebruik van een orgel en een elektrische steelgitaar ligt het nummer dicht aan tegen de countrypop. Het is niet echt folkrock en al helemaal geen de grunge, de stijlen waar hij vooral bekend mee is geworden. 